# Agrypon orbitale
Agrypon orbitale là một loài tò vò trong họ Ichneumonidae.